# Stefan Gara
Stefan Gara (* 17. März 1964 in Wien) ist ein österreichischer Politiker (NEOS). Seit 2015 ist er Abgeordneter zum Wiener Landtag und Mitglied des Wiener Gemeinderates.

## Leben

### Ausbildung und Beruf
Stefan Gara besuchte das Bundesrealgymnasium Wien IV, wo er 1982 maturierte. Anschließend absolvierte er an der Technischen Universität Wien ein Diplomstudium der Technischen Physik, 1991 promovierte er zum Dr. techn. Von 1990 bis 1993 absolvierte er an der Technischen Universität Wien, der Wirtschaftsuniversität Wien und dem Massachusetts Institute of Technology ein Postgraduales Studium der Betriebs-, Rechts- und Wirtschaftswissenschaften mit Schwerpunkt Internationale Technologiepolitik und Innovationsmanagement. Nach einer Tätigkeit in der Industrie gründete er 1994 ein eigenes Unternehmen im Bereich Umweltmanagement und Technologiebewertung.

### Politik
Bei der Nationalratswahl 2008 kandidierte er für das Liberale Forum auf dem zehnten Listenplatz. Bei der Europawahl 2014 kandidierte er für die NEOS. Am 24. November 2015 wurde er in der 20. Wahlperiode als Abgeordneter zum Wiener Landtag und Gemeinderat angelobt, wo  er Mitglied des Gemeinderatsausschusses für Soziales, Gesundheit und Frauen sowie des Gemeinderatsausschusses für Stadtentwicklung, Verkehr, Klimaschutz, Energieplanung und BürgerInnenbeteiligung ist.
Bei der Landtags- und Gemeinderatswahl in Wien 2020, bei der NEOS acht Mandate erreichten, kandidierte er auf dem dritten Listenplatz. Nach der Wahl wurde er Mitglied der NEOS-Hauptgruppe für Koalitionsverhandlungen zur Bildung einer Stadtregierung mit Bürgermeister Michael Ludwig. Im NEOS-Klub fungiert er als Gesundheits- und Klimasprecher. Zu Beginn der 21. Wahlperiode wurde er zum Stellvertreter von Klubobfrau Bettina Emmerling gewählt.
Für die Landtags- und Gemeinderatswahl 2025 wurde er auf Platz vier gereiht.